# Escola de Administração de Lisboa
A Escola de Administração de Lisboa (EAL) (Lisbon School of Administration)  é uma unidade orgânica da Universidade Lusófona de Humanidades e Tecnologias que tem por objectivo a preparação de quadros e a investigação nas áreas de Governo, Administração Pública, organizações sem fins lucrativos (Fundações Cooperativas e ONG) e Organizações Internacionais.
O dirigida pelo professor doutor Rui Teixeira Santos.
A EAL iniciou a sua actividade em com a Pós-Graduação em Administração Pública e Direito Público Económico, especialmente orientada para Administração Independente do Estado, Regulação e Concorrência devendo este curso consolidar-se num Mestrado.
Na Pós-Graduação em Administração Autárquica e Finanças Locais visa-se dar formação específica a autarcas e altos funcionários das Autarquias Locais.
No ano lectivo de 2010/11, lança os cursos de «Licenciatura (1º ciclo) em Administração Pública e Social» e os Mestrados (2º Ciclo) em «Administração Pública e Direito Público Económico» e em «Direito e Administração Pública Desportiva» que têm como objectivo a formação de altos quadros qualificados para fazer face aos novos desafios emergentes, numa sociedade cada vez mais exigente nas respostas dos serviços públicos e das organizações sem fins lucrativos, nacionais e internacionais.
A consciência do papel relevante da Administração Pública, sobretudo depois da Crise Económica de 2008/9, bem como da mudança da dimensão do Estado (Estado-Garante) e das novas funções e competências da Administração Publica (com o reforçado papel da Administração Independente do Estado na Supervisão e Regulação dos sectores financeiro e económico tornam urgente uma licenciatura especifica nesta área. Recorde-se que, em Portugal, o Estado continua a ser o primeiro empregador.
Por outro lado, o crescimento evidente do Sector Social nas Economias, neste inicio deste século XXI, sobretudo nos países emergentes, bem como a redefinição de novas formas de organização económica, nomeadamente através das ONG (novos parceiros económicos com relevância determinante, sobretudo depois da aposta americana neste sector, como instrumento decisivo para ultrapassar o subdesenvolvimento nos Países mais carenciados), tão presentes nos Países com menores níveis de desenvolvimento social e humano, como acontece nos Estados Africanos Lusófonos, torna especialmente urgente a formação de quadros que façam uma gestão eficiente dos recursos escassos das economias.
Finalmente, o sector sem fins lucrativos tradicional: as fundações e as cooperativas.
As Fundações gerem na Europa um património estimado de cerca de 3500 biliões de euros (cerca de 20 vezes o PIB português), valor muito superior em activos aos patrimónios das fundações americanas e contudo, a dinamização desses patrimónios é muito menos relevante na Europa que é nos Estados Unidos, por razões socioculturais, de valorização patrimonial, mas sobretudo, pela falta de formação dos quadros de gestão das nossas fundações europeias. Nesta área a aposta tem que ser decisiva também e a Licenciatura e os Mestrados da EAL apostam nessa vertente de especialização.
Pretende-se com estes cursos formar profissionais que possam responder de uma forma mais eficiente, mais profissional, mais humana e dinâmica a essas necessidades.
Partindo de uma metodologia que aposta numa Ciência de Administração problemática, visando encontrar soluções e estudar para problemas concretos de reforma administrativa, reconstrução de estados ou regulação e administração pública, etç. a estrutura dos cursos é modular e original.
A Licenciatura e Mestrados contribuem para responder aos principais vectores do desenvolvimento regional nomeadamente:
- Combater as assimetrias existentes em Portugal;
- Promover a qualificação de quadros técnicos e superiores em áreas fundamentais para responder às necessidades da administração local, regional, central e independente;
- Prestar apoio directo à administração directa local e regional, à Administração Indirecta e à Administração Independente.
-Promover a investigação e o apoio na área da Reforma Administrativa
-Formar quadros para os Estados Lusófonos em Administração Publica e Social
-Formar gestores especializados na gestão de Organizações Não Governamentais
-Formar gestores especializados em Organizações Internacionais
Para atingir os objectivos a que se propõe, os cursos encontram-se estruturados em diversas áreas científicas, que vão desde as estruturantes, passando pela área do Ciência Política, Ciência de Administração, Direito, Gestão, Economia, Contabilidades (Geral e Pública), Matemática, Informática e com especial ênfase na área da Administração Pública e Procedimentos Administrativos.
Estas áreas possibilitam aos técnicos assim formados disporem de um leque de conhecimentos específicos na área da Administração Pública e Social. Permite ainda a formação em conhecimentos, aptidões e atitudes necessárias ao exercício de funções técnicas superiores e dirigentes, para além de uma formação complementar de base técnica e científica.
Acresce ainda como aspecto positivo para a criação desta Licenciatura e Mestrado em Administração Pública na Escola de Administração de Lisboa da Universidade Lusófona de Humanidades e Tecnologia o facto do número de candidatos a cursos desta natureza ser muito superior ao número de vagas existentes em estabelecimentos de ensino superior e a potencial formação de adultos funcionário na Administração Pública, Organizações sem fins lucrativos e Instituições Internacionais.
A EAL está atenta à necessidade de formação dos quadros para as Autarquias e para os Partidos Políticos e tem em consideração a sua especial vocação para dar resposta às necessidades de formação de quadros para os Estados Lusófonos em Administração Pública e Social.
A EAL tem ainda consciência que o seu papel pode ser determinante em fase do maior envolvimento de portugueses na gestão de Cooperativas e Organizações Não-Governamentais que actuam internacionalmente, o que exige uma maior profissionalização dado o seu peso económico em particular nos países africanos de Língua Oficial Portuguesa.
A Escola de Administração de Lisboa desenvolve igualmente investigação própria na área da Administração e Ciência Política, tendo criado o seu centro de investigação, o «CEACP - Centro de Estudos de Administração e Ciência Política» de Lisboa.